# Malmö Praktiska City
Malmö Praktiska City är en gymnasieskola belägen i Malmö, Sverige, med cirka 30 anställda och ca 250 elever. Skolan erbjuder flera praktiska program, inklusive Vård- och omsorgsprogrammet, VVS- och fastighetsprogrammet, Handels- och administrationsprogrammet, Barn- och fritidsprogrammet samt Industritekniska programmet.
En särskild egenskap hos Malmö Praktiska City är det arbetsplatsförlagda lärandet (APL), där eleverna genomför minst 15 veckor praktik under sin utbildning. Skolan har en APL-handledare som ansvarar för att hitta lämpliga praktikplatser för eleverna.
Malmö Praktiska City fokuserar intensivt på att stödja elever som behöver extra hjälp, vilket gör att alla studenter får den vägledning de behöver för att nå sina mål. Efter att ha avslutat sin utbildning är eleverna högskoleförberedda, vilket ger dem möjlighet att fortsätta sina studier på högre nivå. Elever kan även gå direkt till arbete inom sitt yrkesval efter avslutad examen.